# Wurger van Boston
De Wurger van Boston of  de Boston Strangler is de sinistere bijnaam die begin jaren zestig werd gegeven aan de mysterieuze seriemoordenaar, wiens identiteit jarenlang onbekend bleef en die minstens dertien vrouwen van het leven beroofde in de Amerikaanse stad Boston en omgeving. De misdaden werden uiteindelijk toegeschreven aan de voor deze moorden veroordeelde Albert DeSalvo, op basis van zijn bekentenis, details die tijdens de tegen hem gevoerde strafzaak werden onthuld en het DNA-bewijs dat hem in verband bracht met het laatste slachtoffer van de reeks. In deze tijd was het bestaan van het fenomeen seriemoord nog niet zo algemeen bekend; daarin zou pas verandering komen door het beruchte optreden van Ted Bundy.
In de jaren na de veroordeling van DeSalvo – maar vóór de opkomst van dit DNA-bewijs – suggereerden diverse personen die de reeks misdaden onderzochten, dat deze moorden (ook wel de ‘Silk Stocking Murders’ genoemd) niet door een enkeling, doch door meer dan één persoon zouden moeten zijn gepleegd.
Aanvankelijk werd aangenomen dat de misdaden het werk waren van een onbekende persoon die in de publiciteit al spoedig de bijnaam kreeg van "The Mad Strangler of Boston". 
Op 8 juli 1962 schreef het weekblad de Sunday Herald dat er een "gestoorde wurger losloopt in Boston" in een artikel met de titel "Mad Strangler doodt vier vrouwen in Boston". De moordenaar stond ook bekend als de "Phantom Fiend" of "Phantom Strangler", vanwege zijn blijkbaar gemak het vertrouwen van zijn vrouwelijke slachtoffers te winnen en hen ertoe te bewegen hem in hun woningen toe te laten. 
In 1963 schreven twee onderzoeksjournalisten van de  Record American, Jean Cole en Loretta McLaughlin, een vierdelige serie over de moordenaar, waarbij ze hem "The Boston Strangler" noemden: deze naam bleef nadien in gebruik, bij hen die volhielden dat de vermoedelijke dader van de reeks moorden één-en-dezelfde persoon moest zijn.
Tegen de tijd dat de bekentenis van de uiteindelijke verdachte DeSalvo] tijdens ter openbare terechtzitting werd gepubliceerd, was de naam "Boston Strangler" een begrip geworden en onderdeel van meerdere tot de verbeelding van het publiek sprekende misdaadverhalen.

## De gebeurtenissen
Tussen 14 juni 1962 en 4 januari 1964 werden in de omgeving van Boston dertien alleenstaande vrouwen tussen de 19 en 85 jaar vermoord. De meesten werden in hun woning seksueel misbruikt en gewurgd. Aanvankelijk ging de politie ervan uit dat één man de enige dader was. Omdat er geen teken was van inbraak in de woningen van de slachtoffers, werd aangenomen dat de vrouwen hun aanvaller zelf vrijwillig moesten hebben binnengelaten, hetzij omdat ze hem kenden, hetzij omdat hij hen deed geloven een of andere dienstverlener te zijn. 
De aanvallen gingen door ondanks uitgebreide media-aandacht na de eerste paar moorden. 
De moorden vonden plaats in verschillende steden, waaronder Boston, wat het toezicht op de kans op vervolging bemoeilijkte. Procureur-generaal van de staat Massachusetts, Edward W. Brooke, hielp bij het coördineren van de verschillende bij het onderzoek betrokken politiekorpsen. Hij stond de helderziendheid claimende Peter Hurkos toe zijn vermeende buitenzintuiglijke waarneming te gebruiken om de gevallen te analyseren, waarvoor Hurkos beweerde dat één persoon voor de reeks moorden verantwoordelijk moest zijn. Deze bewering was echter controversieel. Hurkos zou een "minutieus gedetailleerde beschrijving van de verkeerde persoon" hebben verstrekt, en de pers maakte Brooke belachelijk. De politie zelf was er niet van overtuigd dat alle moorden de daden van één-en-dezelfde persoon moesten zijn geweest. Dit ofschoon een groot deel van het publiek dat wel geloofde. 

## Bekentenis van DeSalvo
Op 27 oktober 1964 slaagde een onbekende man erin het huis van een jonge vrouw binnen te dringen onder het voorwendsel een detective te zijn. Hij bond haar slachtoffer vast aan haar bed, mishandelde haar seksueel en vertrok plotseling, waarbij hij afscheid nam met het woord 'sorry'. 
De beschrijving van de vrouw van haar aanvaller bracht de politie ertoe de aanvaller te identificeren als Albert DeSalvo. Toen zijn foto werd gepubliceerd, identificeerden ook vele andere vrouwen hem als de man die hen ooit had aangerand. Eerder op 27 oktober had DeSalvo zich voorgedaan als een automobilist met autopech en daarbij geprobeerd een huis in Bridgewater, Massachusetts binnen te dringen. De huiseigenaar, toevallig de toekomstige politiechef van Brockton, Richard Sproules, werd achterdochtig en schoot uiteindelijk met een jachtgeweer op DeSalvo.
DeSalvo werd aanvankelijk nog niet verdacht van betrokkenheid bij de reeks wurgmoorden. Nadat hij werd beschuldigd van verkrachting, gaf hij een gedetailleerde bekentenis van zijn activiteiten als de ¨Wurger van Boston¨. Hij bekende aanvankelijk tegenover een medegevangene. Deze medegevangene rapporteerde die bekentenis aan zijn advocaat F. Lee Bailey, die ook de verdediging van DeSalvo op zich nam. De politie was onder de indruk van de nauwkeurigheid van DeSalvo's eigen beschrijvingen van de plaats delict van meerdere van de moorden. Er waren weliswaar enkele inconsistenties, maar DeSalvo kon details aanhalen, die de politie voor het publiek verborgen had gehouden. De auteur F.Lee Bailey stelde in zijn boek uit 1971,The Defense Never Rests, dat DeSalvo één detail correct vermeld had, waar een van de slachtoffers ondertussen zich juist vergist had: DeSalvo beschreef een blauwe stoel in de woonkamer van de vrouw. Ze zei zelf echter dat de stoel bruin zou zijn. Fotografisch bewijsmateriaal, dat het opsporingsteam van de politie in haar woning had verzameld, toonde echter aan dat juist DeSalvo hierin gelijk had.
Er was echter geen fysiek bewijs dat DeSalvo´s bekentenis ondersteunde en op grond waarvan hij voor de reeks moorden kon worden vervolgd. Daarom werd hij slechts berecht op beschuldiging van eerdere, niet-gerelateerde misdrijven, zoals diefstal en zedendelicten, waarin hij respectievelijk bekend stond als "The Green Man" en "The Using Man". Bailey bracht in die strafzaak DeSalvo's bekentenis van de moorden ter sprake, als onderdeel van het relaas van zijn cliënt om te trachten een vonnis te bewerkstelligen dat zou luiden "niet schuldig wegens krankzinnigheid" voor de aan hem ten laste gelegde zedendelicten. De rechter verwierp dit verweer.
DeSalvo werd in 1967 veroordeeld tot levenslange gevangenisstraf. In februari van dat jaar ontsnapte hij met twee medegevangenen uit het Bridgewater State Hospital, wat leidde tot een grootschalige klopjacht. Op zijn bed werd een briefje gevonden, gericht aan de hoofdinspecteur. Daarin verklaarde DeSalvo dat hij was ontsnapt om de aandacht te vestigen op de omstandigheden in het ziekenhuis en zijn eigen situatie. Onmiddellijk na zijn ontsnapping vermomde DeSalvo zich als onderofficier van de Amerikaanse marine, maar hij gaf zichzelf de volgende dag over. Na de ontsnapping werd hij overgebracht naar de maximaal beveiligde Walpole State Prison, het huidige Massachusetts Correctional Institution—Cedar Junction. Zes jaar na de verhuizing werd hij doodgestoken aangetroffen in de ziekenboeg van deze gevangenis. Zijn moordenaar of moordenaars zijn echter nooit geïdentificeerd.